# Пустошново
Пустошново — деревня в Междуреченском районе Вологодской области. В деревне сливаются реки Белый Шингарь и Чёрный Шингарь, образуя реку Шингарь.
Входит в состав Ботановского сельского поселения, с точки зрения административно-территориального деления — в Ботановский сельсовет.
Расстояние по автодороге до районного центра Шуйского — 34 км, до центра муниципального образования Игумницева — 2 км. Ближайшие населённые пункты — Сватилово, Марково, Брунчаково.
По переписи 2002 года население — 7 человек.